# Andrea Stuart
Andrea Stuart (sinh năm 1962) à một nhà sử học và nhà văn người Barbados, lớn lên ở vùng Caribbean và Hoa Kỳ và hiện đang sống ở Anh. Tiểu sử của cô về Josephine Bonaparte, mang tên The Rose of Martinique, đã giành giải thưởng văn học Enid McLeod năm 2004. Mặc dù ba cuốn sách được xuất bản của cô cho đến nay đều thuộc thể loại là phi hư cấu, cô đã nói về việc làm một cuốn tiểu thuyết vào thế kỷ 18.

## Thơ ấu
Sinh ra ở Jamaica, có cha mẹ là người Barbados, Andrea Stuart đã dành nhiều năm đầu đời ở đó, nơi cha cô là Trưởng khoa y khoa tại Đại học Tây Ấn. Cô chuyển đến Anh cùng gia đình khi cô 14 tuổi, năm 1976. Cô học tiếng Anh tại Đại học East Anglia và tiếng Pháp tại Sorbonne. Cô bắt đầu làm việc như một nhà báo, sau đó chuyển sang xuất bản và sản xuất phim tài liệu truyền hình.

## Công việc giảng dạy
Stuart đã giảng dạy tại Đại học Kingston, với tư cách là một Nhà văn cư trú kể từ năm 2011, [6] và dạy khóa học Tiểu sử tại Arvon.. Cô cũng là một gia sư tại Học viện Faber, chỉ đạo "Viết về Lịch sử Gia đình" và đã hợp tác diễn thuyết trong các nghiên cứu văn hóa tại University of the Arts London, là giảng viên thỉnh giảng với văn bản sáng tạo tại City University London, và trong nghiên cứu văn hóa tại Central Saint Martins..

## Ấn phẩm

### Sách
- Showgirls. London: Jonathan Cape, 1996 (ISBN 978-0224036153)
- The Rose of Martinique: A Biography of Napoleon's Josephine. Macmillan (1st edition), 2003 (ISBN 978-0333739334). Reprint Grove Press / Atlantic Monthly Press, 2005 (ISBN 978-0802142023)
- Sugar in the Blood: A Family's Story of Slavery and Empire. London: Portobello Books, 2012. USA: Knopf Publishing Group, 2013.

### Bài báo tiêu biểu
- "The Pirate's Daughter, by Margaret Cezair-Thompson", The Independent, ngày 23 tháng 11 năm 2007.
- "Strange Music, by Laura Fish – The poet, the plantation and history's lost lines", The Independent, ngày 8 tháng 8 năm 2008.
- "A Mercy, By Toni Morrison", The Independent, ngày 7 tháng 11 năm 2008.
- "The Dead Yard, By Ian Thomson; From Harvey River, By Lornia Goodison", The Independent, ngày 22 tháng 5 năm 2009.
- "Sugar: a bittersweet history, by Elizabeth Abbott", The Independent, ngày 1 tháng 1 năm 2010.
- "The Long Song, By Andrea Levy", The Independent, ngày 5 tháng 2 năm 2010.
- "The Sugar Barons: Family, Corruption, Empire and War, By Matthew Parker", The Independent, ngày 6 tháng 5 năm 2011.
- "Book of a Lifetime: Collected Poems, by Derek Walcott", The Independent, ngày 30 tháng 6 năm 2012.
- "Britain Needs to Confront its Past" Lưu trữ ngày 22 tháng 1 năm 2015 tại Wayback Machine, The Big Issue, ngày 18 tháng 7 năm 2012.
- "A bitter-sweet heritage", The Guardian, ngày 1 tháng 9 năm 2012.
- "Book review: Flappers: Six Women of a Dangerous Generation, By Judith Mackrell", The Independent, ngày 26 tháng 7 năm 2013.
- "Black History Month can only be declared a success once it's redundant", The Guardian, ngày 31 tháng 10 năm 2013.
- "Belle shows that at last, cinema is catching up with black history", Comment is free, The Guardian, ngày 12 tháng 6 năm 2014.